# Pseudaletia pyrrhias
Pseudaletia pyrrhias är en fjärilsart som beskrevs av Edward Meyrick 1899. Pseudaletia pyrrhias ingår i släktet Pseudaletia och familjen nattflyn. Inga underarter finns listade i Catalogue of Life.